# آرثر بوين
آرثر بوين (بالإنجليزية: Arthur Bowen)‏ هو ممثل بريطاني، ولد في 14 أبريل 1998 في المملكة المتحدة.

## أعمال

### أفلام
- (2011) هاري بوتر ومقدسات الموت – الجزء 2

## وصلات خارجية
- آرثر بوين على موقع IMDb (الإنجليزية)
- آرثر بوين على موقع قاعدة بيانات الفيلم (الإنجليزية)